# Carnaval
Pour les articles homonymes, voir Carnaval (homonymie).
Le carnaval est un type de fête relativement répandu en Europe et en Amérique. Il consiste en une période pendant laquelle les habitants de la ville sortent déguisés (voire masqués ou bien maquillés) et se retrouvent pour chanter, danser, faire de la musique dans les rues, jeter des confettis et serpentins, défiler, éventuellement autour d’une parade constituée de musiciens, de danseurs et de chars décorés.
Héritiers de rituels antiques tels que les Lupercales et la Guillaneu, ils sont traditionnellement associés au calendrier chrétien et se déroulent entre l'Épiphanie, soit le 6 janvier, et le Mardi gras, une fête mobile entre le 3 février et le 9 mars.

## Étymologie

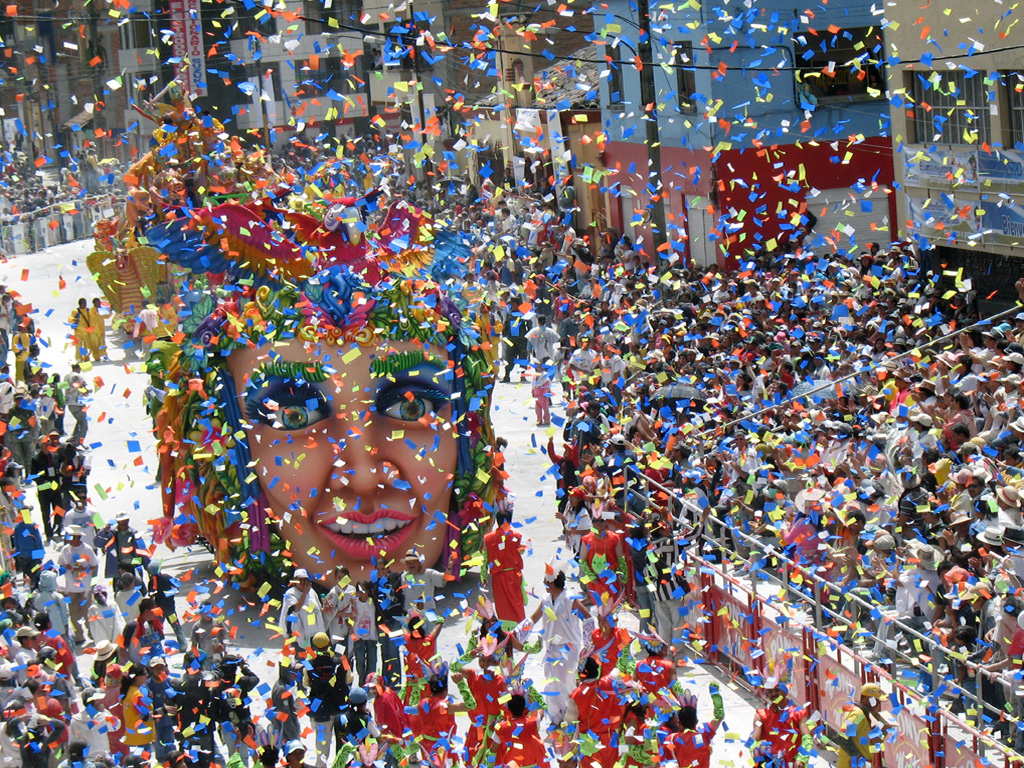
Jour des Blancs et Grand Défilé du Carnaval des Noirs et Blancs de Pasto, Colombie.

Le nom masculin carnaval apparaît en français sous la forme carneval en 1549 pour exprimer le sens de « fête donnée pendant la période du carnaval »,.
C'est un emprunt, à l'italien carnevale ou carnevalo,,. Il a pour origine carnelevare, un mot latin formé de carne « viande » et levare « enlever »,. Il signifie donc littéralement « enlever la viande ».
Des étymologies fantaisistes ont été jadis avancées, telle que « caro vale » pour « adieu la chair ».
Une autre hypothèse propose carrus navalis (« char naval », en français), en relation avec le Bateau d'Isis (en) (Isis).
Jusqu'au XIXe siècle, le nom masculin carême-prenant a été utilisé en français à égalité avec carnaval. Il a été orthographié de diverses manières : caresme-prenant, quaresmeprenant, etc. On le retrouve dans le journal de Pierre de l'Estoile, chez Molière, etc. En France on peut trouver des variantes régionales de carême-prenant, telles que caramentran en Provence.
De carême-prenant, on a dérivé deux expressions. L'une : « tout est de carême-prenant », pour parler de certaines libertés, en particulier dans le domaine des mœurs, qui se prennent ou prenaient traditionnellement pendant le carnaval. L'autre, pour désigner une personne costumée en carnaval, ou en général quelqu'un d'habillé de façon ridicule. Dans cette situation, on entend crier « Au secours, au secours, votre fille on l'emporte, Des carêmes-prenants lui font passer la porte ». On trouve aussi dans le Bourgeois gentilhomme de Molière : « On dit que vous voulez donner votre fille en mariage à un carême-prenant ».
Du nom carnaval dérive l'adjectif carnavalesque (relatif au carnaval), mais aussi certains régionalismes tels que carnavaleux et carnavalier : le premier désigne, dans la région de Dunkerque, en Belgique et au Québec, un participant au carnaval, ; le second un artiste créant des œuvres pour le carnaval tels que chars, des géants, des grosses têtes, etc. Les « carnavaliers » les plus célèbres de France sont établis à Nice où le métier se transmet de père en fils depuis 1870 et où ce mot est traditionnellement utilisé.

## Périodes du carnaval

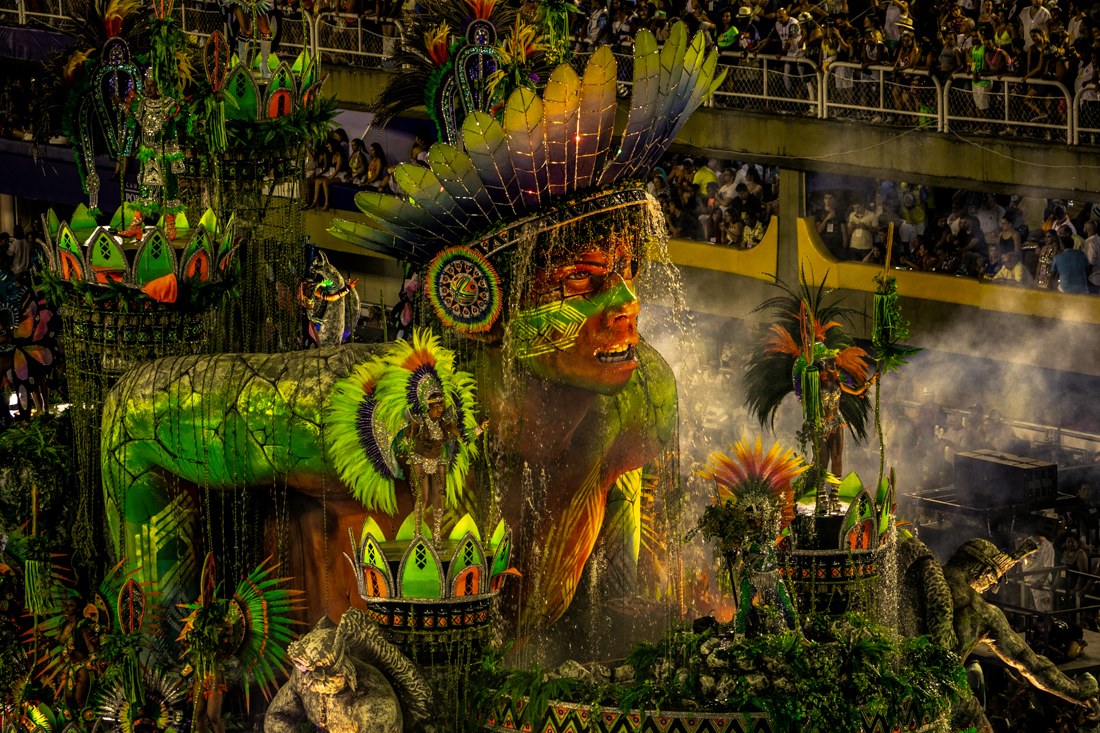
Char du défilé de Rio de Janeiro.

La période carnavalesque varie fortement entre les lieux ; 
En Europe, elle se déroule généralement à la période hivernale, au plus tôt en novembre et au plus tard en mai. Quelques traditions masquées commencent à la Toussaint, et le carnaval d'Allemagne commence le 11 novembre à 11 heures 11 précises, lors des foires de la Saint-Martin. La majorité des carnavals européens a toutefois lieu après Noël, débutant soit à l'Épiphanie, pour la Saint-Antoine et le tuage du cochon, à la Chandeleur, un mois, quinze jours, ou le jeudi avant Mardi Gras. D'autres carnavals, tels que les Laetare, ont lieu à la mi-carême. Enfin, en Scandinavie, les carnavals ont lieu autour de la Pentecôte, et celui de Notting Hill se déroule au mois d'août.
Plus particulièrement en Suisse, le carnaval de Bâle débute le lundi suivant le mercredi des Cendres, à 4h00 du matin, tandis qu'à Lucerne, il commence le jeudi gras également à 4h00 du matin. En Grèce, il s'appelle Apokriá et se termine le lundi pur.

## Histoire

### Différentes hypothèses des origines de Carnaval

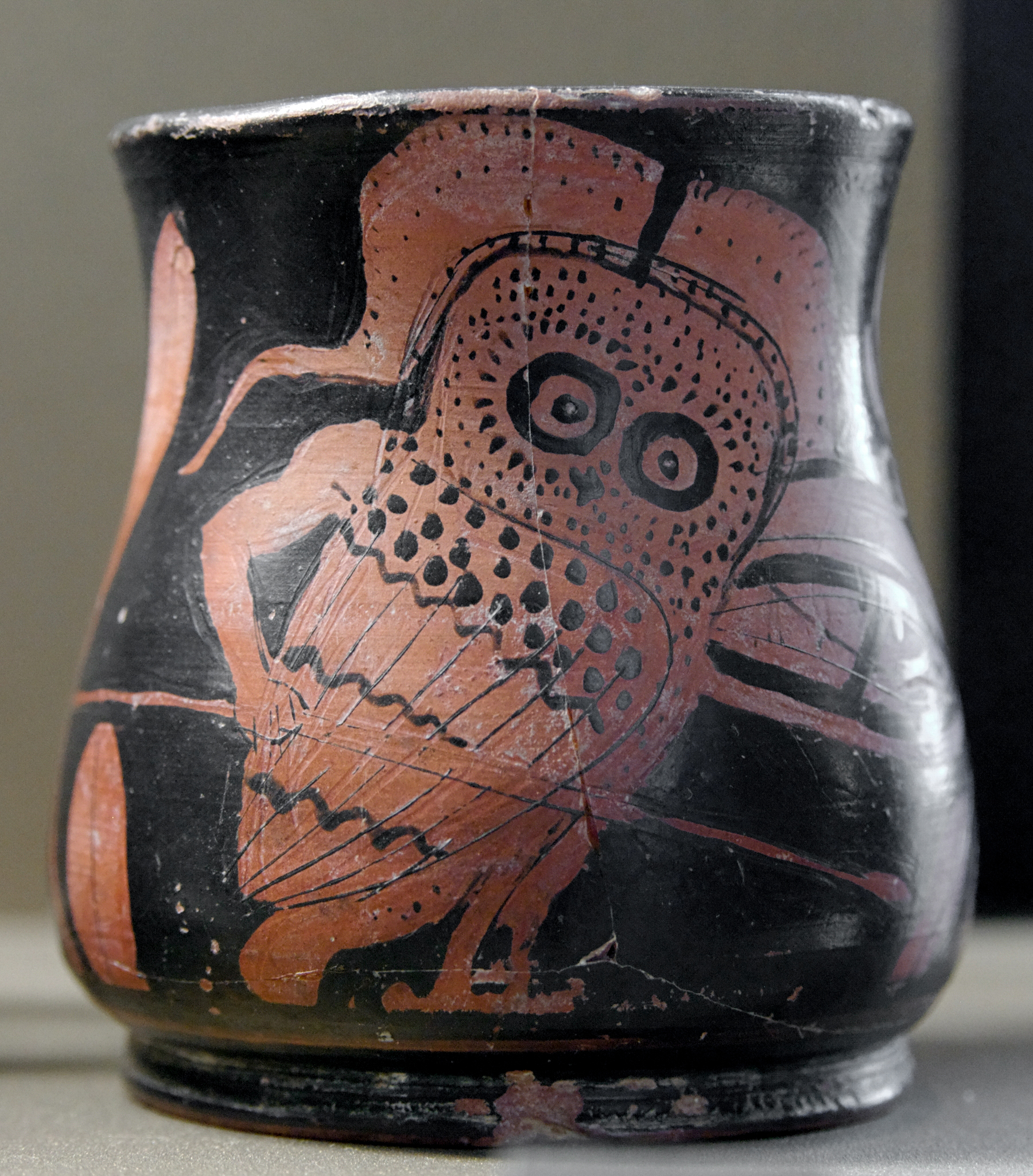
Déguisement lors des Anthestéries (Grèce, vers -400). Vase conservé au musée du Louvre

Les traditions de carnaval ont été apparentées à de nombreuses autres traditions, sans pour autant établir de filiation évidente par une continuité ininterrompue des pratiques ; les hypothèses sont plutôt basées sur des analogies de pratiques.

#### Préhistoire
Plusieurs hypothèses ont été formulées quant aux origines du carnaval.
Pour le philologue Karl Meuli, la présence des masques, qui représentent les morts, permet de rapprocher le carnaval d'une forme préhistorique de culte des ancêtres. Le folkloriste Claude Gaignebet, quant à lui, lie les déguisements d'ours au totémisme qui serait aussi présent dans les peintures rupestres.

#### Antiquité
De nombreuses fêtes antiques ont été aussi invoquées comme ancêtre du carnaval : c'est notamment le cas de la fête celte d'Imbolc, notamment pour expliquer l'utilisation de soufflets ou de vessies gonflées, mais aussi des Sacées, fêtes babyloniennes durant lesquelles un souverain fictif était sacrifié afin de raccorder les calendriers lunaires et solaires, les Bacchanales grecques et romaines, les Saturnales, les Lupercales, les Kalendae de janvier, ou les fêtes d'Isis du début du printemps, marquées par le lancement d'un « char naval ».

#### Christianisme

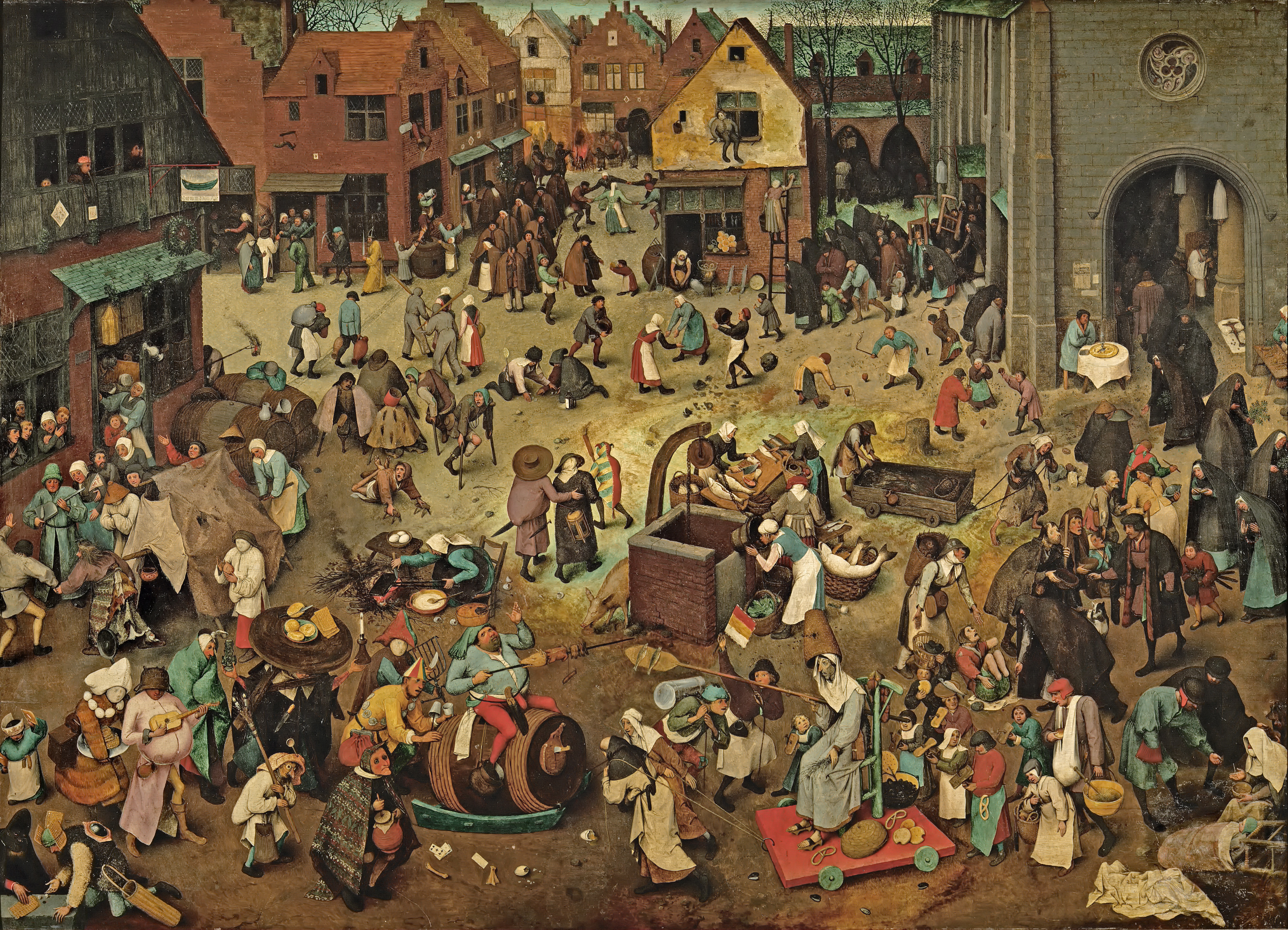
Le combat de Carnaval et de Carême, Pieter Brueghel l'Ancien (1559).

Deux hypothèses distinctes présupposent une origine chrétienne au carnaval.
La première consiste, comme l'ethnologue Arnold van Gennep, à considérer le carnaval comme une réaction populaire aux privations du Carême. L'un des arguments est étymologique, conférant comme origine au carnaval le latin carne levare (enlever les viandes) et l'italien carne vale (adieu viandes).
La seconde hypothèse, venant notamment du folkloriste Dietz-Rüdiger Moser (de) consiste à considérer  le carnaval comme une stratégie consciente de l'Église chrétienne, lui permettant d'intégrer les coutumes païennes tout en les utilisant pour symboliser le mal. D'autres traditions chrétiennes se rapprochent du carnaval, telles que la fête de saint Antoine abbé ou la Saint-Nicolas d'Autriche.
Les géants processionnels sont un témoignage de cette origine, en particulier dans le nord de la France et la Belgique, où ils sont une évolution de saints chrétiens célébrés,.

### Moyen Âge

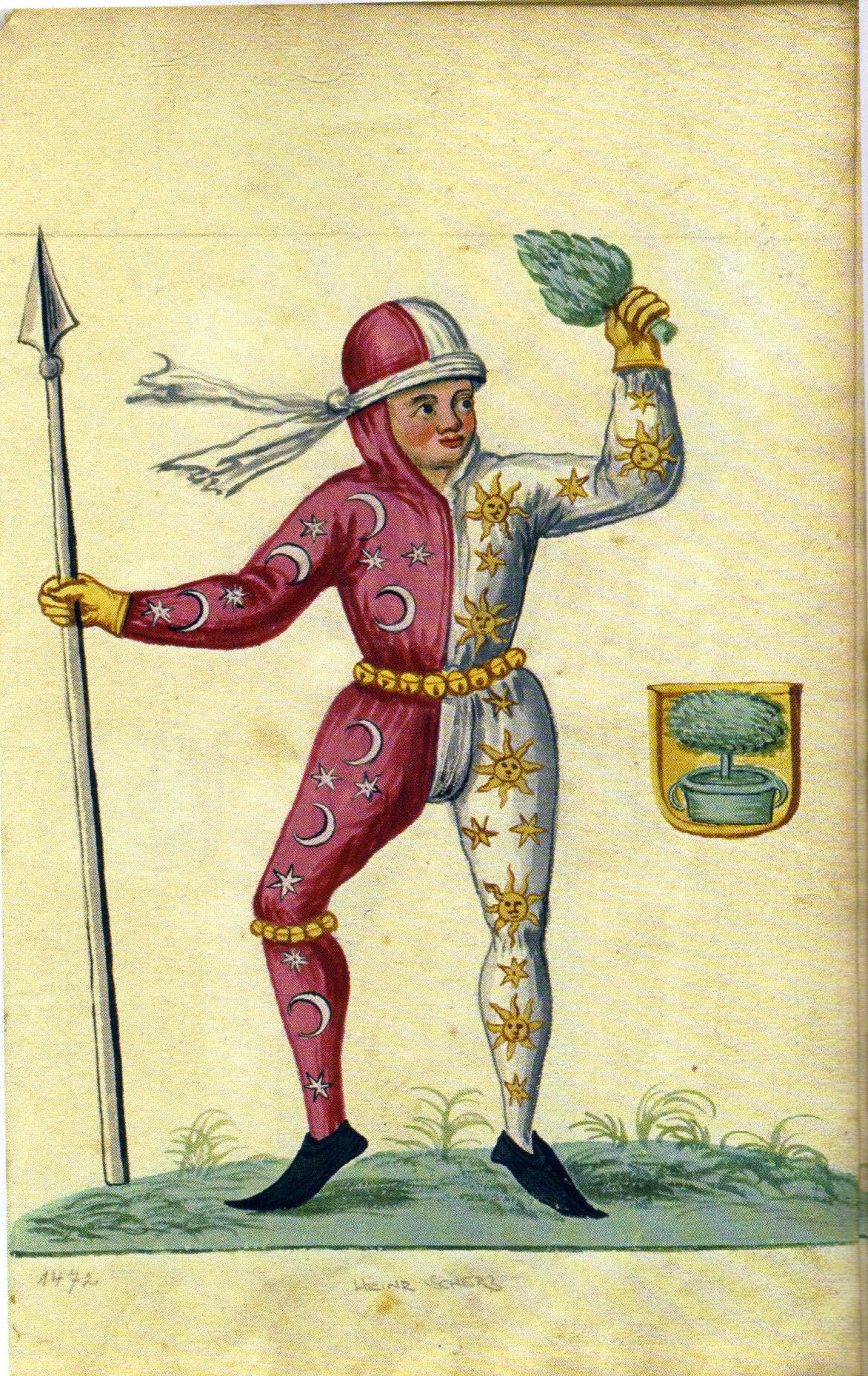
Schembartlauf, Nüremberg, 1472

Au cours du Moyen Âge, les cortèges des confréries professionnelles se muent petit à petit en carnavals urbains, par l'arrivée de pièces de théâtre comiques qui deviennent par la suite la Commedia dell'arte. Des hypothèses rapprochent le carnaval d'autres traditions médiévales, telles que les fêtes des fous.

### Renaissance
Laurent le Magnifique est un grand mécène du carnaval, pour lequel il commande des chars aux thèmes mythologiques.
La Renaissance est aussi l'époque d'apparition du Carnaval dans les Antilles, apporté par les colons européens qui en excluent les populations afrodescendantes et esclavagisées ; celles-ci organisèrent leurs propres cérémonies qui rencontrent depuis un grand succès,.

### Tradition antillaise
Les carnavals aux Antilles sont devenus des festivités très populaires avec l'arrivée des colons et des esclaves aux XVIe et XVIIe siècles. Les esclaves qui ne pouvaient pas participer aux carnavals des Européens organisèrent leurs propres cérémonies qui rencontrent depuis un grand succès. Avec l'émigration importante de la communauté antillaise, se créent de nouveaux carnavals : ainsi, à Londres, le Carnaval de Notting Hill, créé dans les années 1960, est un des évènements les plus importants du Royaume-Uni, qui rassemble près de deux millions de personnes chaque année.

### XVIIIeetXIXesiècles
Le XVIIIe siècle est une période de reflux du carnaval en Europe : celui de Venise se mue en lieu d'intrigues politiques, quittant la rue pour les bals masqués ; en France, la Révolution a associé fête et politique, ce qui par contre-coup porte préjudice au Carnaval, qui ne revient qu'à la fin du XIXe siècle.

### XXesiècle

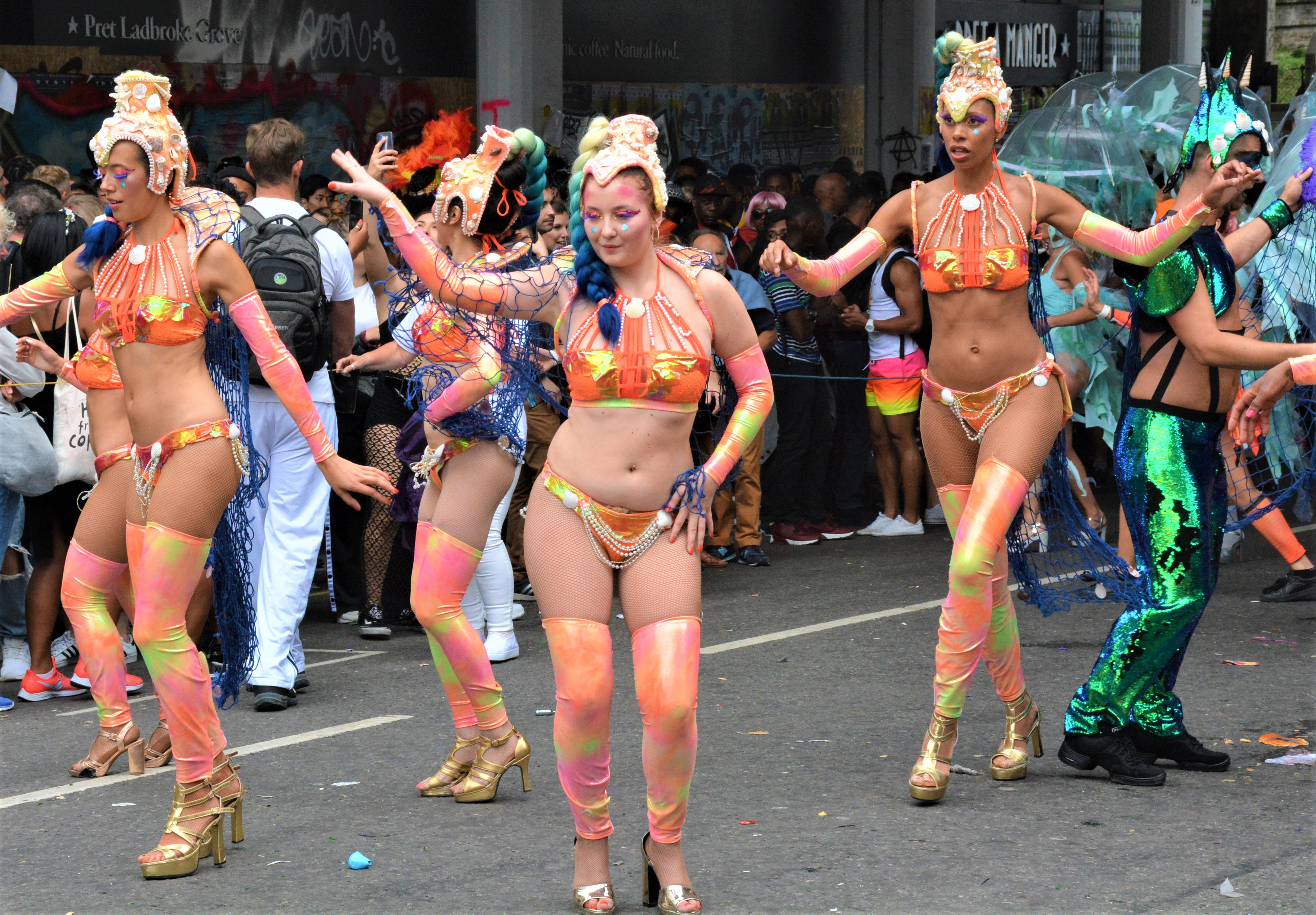
Spectateurs et danseuses lors du carnaval de Notting Hill 2018

Plus généralement les années 1970 sont l'occasion de la revitalisation des carnavals ruraux ; ces nouvelles éditions sont l'occasion de réinventions de traditions, afin de préserver les cultures régionales et de proposer des évènements touristiques, où le carnaval devient un spectacle plutôt qu'un évènement auxquels tous participent.
Le XXe siècle est aussi l'époque de l'apparition des masques pour enfants.

## Formes

### Masques et travestissement

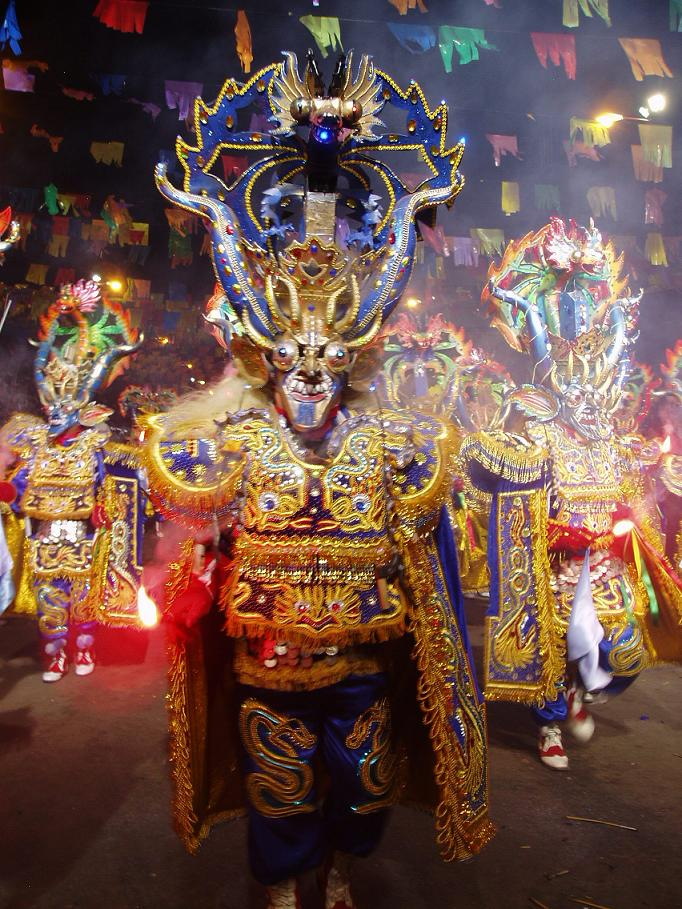
La diablada, typique du carnaval d'Oruro.

Les masques prennent les caractéristiques des êtres surnaturels qui sont les démons et les esprits des éléments de la nature, c’est pourquoi le masque a une fonction apotropaïque.
Les travestissements de tous genres, les bals nocturnes et masqués, les promenades du dimanche gras et du mardi gras sont les principaux amusements auxquels on se livre pendant le carnaval. Le carnaval de Venise et en général ceux des pays méridionaux sont les plus célèbres et les plus brillants.

### Mise à mort de la personnalisation du carnaval
La mise à mort de la personnalisation du carnaval prend des formes très diverses : être humains vivants, animaux, mannequins de divers matériaux, qui sont ensuite brûlés, noyés, enterrés, fusillés, décapités, pendus, empalés…
À la fin le temps et l’ordre du cosmos, bouleversés pendant le carnaval, sont reconstitués (nouvelle création, nouvelle cosmogonie) par la cérémonie de la lecture du « testament » et par les « funérailles » du carnaval.[réf. nécessaire].

### Musiques de carnaval
- Murga: Argentine, Panama, Uruguay
- Diablada : Bolivie

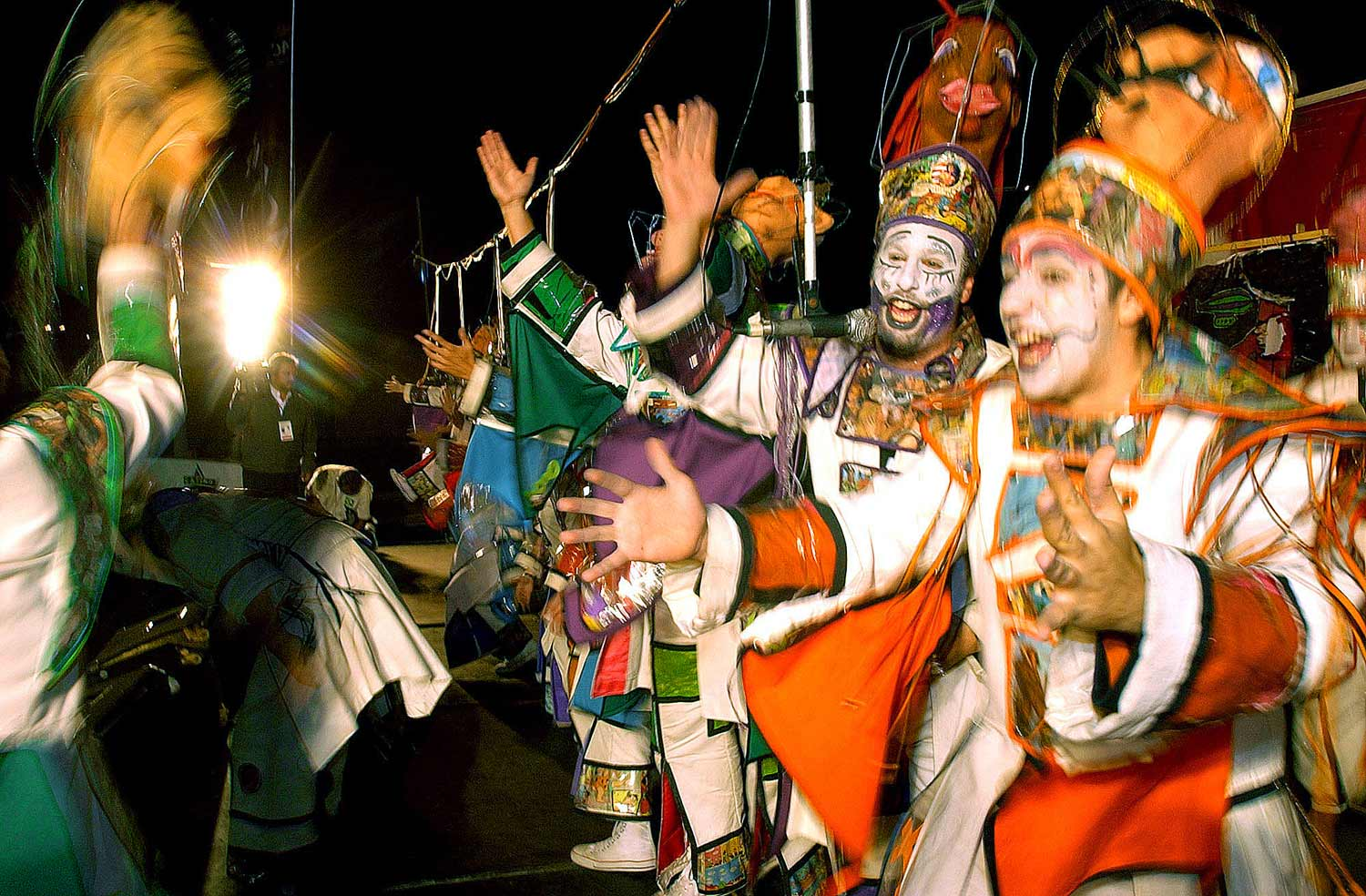
Murga.

- Samba, Axé, Forró, Maracatu, Frevo : Brésil
- Conga : Cuba
- Mazurka, Valse, Polka, Quadrille, Piké djouk, Biguine : Martinique, Guyane, Guadeloupe
- Kompa : Haïti
- Huayno : Pérou
- Guggenmusik : Suisse
- Steel drum, calypso puis soca : Trinité-et-Tobago

## Thèmes et interprétations du carnaval

### Renouveau printanier de la nature

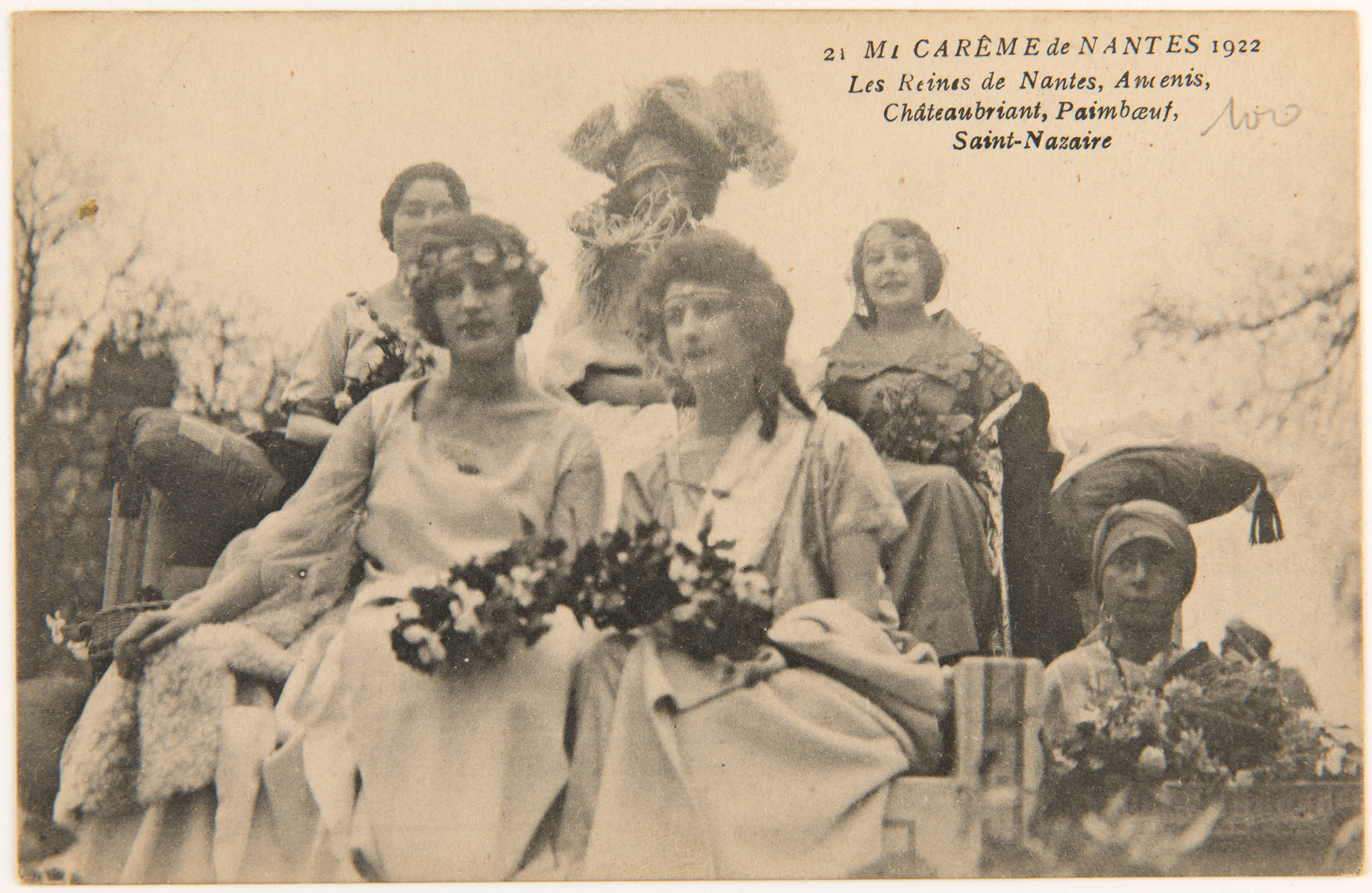
Reines du Carnaval de Nantes de 1922, carte postale conservée au musée de Bretagne

Une conception du carnaval consiste à le considérer comme un rite de purification, servant à tuer les démons de l'année écoulée afin de permettre la renaissance magique de la nature et des hommes. Les pratiques liées au souffle, tels que vessies gonflées, jeux de pète-en-gueule et soufflaculs, sont articulées avec ce thème de la mort et de la vie.
Ce thème est connexe avec celui de la célébration de la fécondité de la nature : ainsi, le carnaval sert à mettre à mort les forces nuisibles, tandis que la consommation de lait, de farine ou d'oeufs sert d'invocation de l'abondance des récoltes. Ainsi pensé, le carnaval devient un rituel magique lié à la nature, peuplé de figures totémiques tels que la figure de l'homme sauvage, les déguisements animaliers, mais aussi d'objets rituels tels que cloches, chiffons et miroirs. Parmi ces déguisements figure les bois de cerf, associés au dieu celte Cernunnos et symbolisant le cycle naturel comme le bois qui tombe et repousse suivant les saisons.

### Période de subversion temporaire des normes

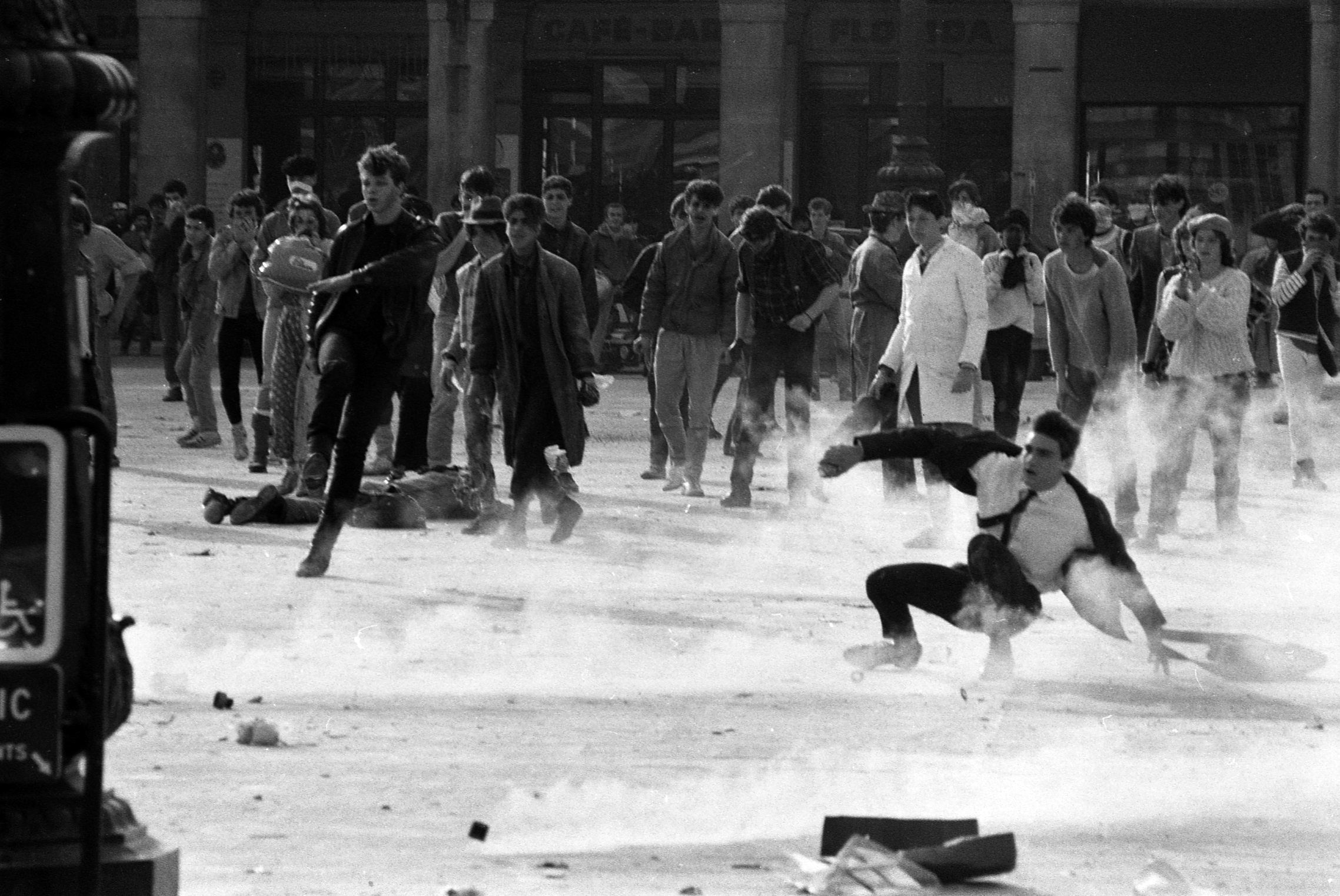
Affrontements entre forces de l'ordre et étudiants lors du carnaval de Toulouse de 1985

De nombreuses pratiques du carnaval sont liées au renversement de l'ordre social en particulier l'inversion des rôles de genre et des hiérarchies sociales ; cette subversion est politique, pouvant amener à la révolte populaire et source de critique du carnaval par les moralistes chrétiens et les philosophes rationalistes.

Le philosophe Michel Foucault identifie une occurrence de Carnaval dans les pratiques supplicières. Dans le chapitre intitulé L'éclat des supplices de Surveiller et punir, nous observons la scène du châtiment sous un angle bien particulier :
Si la foule se presse autour de l'échafaud, ce n'est pas simplement pour assister aux souffrances du condamné ou exciter la rage du bourreau : c'est aussi pour entendre celui qui n'a plus rien à perdre maudire les juges, les lois, le pouvoir, la religion. Le supplice permet au condamné ces saturnales d'un instant, où plus rien n'est défendu ni punissable. À l'abri de la mort qui va arriver, le criminel peut tout dire, et les assistants l'acclamer. [...] Il y a dans ces exécutions, qui ne devraient montrer que le pouvoir terrorisant du prince, tout un aspect de Carnaval où les rôles sont inversés, les puissances bafouées, et les criminels transformés en héros.
Foucault démontre un renversement temporaire des hiérarchies sociales. Le temps du spectacle de l'exécution publique, advient la scène d'un condamné qui ne craint plus la répprobation accompagnant habituellement le blasphème, ou quelconque discours factieux. Aucune sanction supplémentaire ne pouvant être crainte par le condamné, aucun pouvoir ne peut s'ajouter sur lui. Subissant déjà le pouvoir le plus total du souverain, les instances de pouvoir l'entourant n'ont en cela plus d'emprise sur ses dispositions à agir. Dès lors, libre au supplicié de mépriser ouvertement – au plus grand plaisir du public – les hommes et institutions de pouvoir.

### Victoire de l'ordre sur le chaos
Pour d'autres, au contraire, le désordre temporaire n'est qu'une introduction au vrai sens du carnaval, le triomphe final de l'ordre ; dans ce sens, l'anthropologue James George Frazer analyse les mannequins détruits comme une forme de bouc émissaire. Les punitions des transgressions sociales, telles que l'exposition à la risée publique des veufs remariés et des personnes adultères, abondent dans ce sens.
L’historien des religions Mircea Eliade écrit : « Toute nouvelle année est une reprise du temps à son commencement, c’est-à-dire une répétition de la cosmogonie. Les combats rituels entre deux groupes de figurants, la présence des morts, les saturnales et les orgies, sont autant d'éléments qui dénotent qu’à la fin de l’année et dans l’attente du Nouvel An se répètent les moments mythiques du passage du chaos à la cosmogonie ». Eliade souligne que les peuples ont « d’une manière profonde le besoin de se régénérer périodiquement en abolissant le temps écoulé et en réactualisant la cosmogonie ».
Dans l’essai Le Sacré et le Profane, Mircea Eliade écrit : « L'abolition du temps profane écoulé s’effectuait au moyen des rites qui signifiaient une sorte de « fin du monde ». L'extinction des feux, le retour des âmes des morts, la confusion sociale du type des saturnales, la licence érotique ou encore les orgies, etc. symbolisaient la régression du cosmos dans le chaos ».

### Communication entre les mondes
Eliade écrit encore : « Alors les morts pourront revenir, car toutes les barrières entre morts et vivants sont brisées (le chaos primordial n'est-il pas réactualisé ?) et reviendront puisqu'à cet instant paradoxal le temps sera suspendu et qu'ils pourront donc être de nouveau contemporains des vivants ».
Cette fonction de temps suspendu se retrouve particulièrement dans les traditions de carnaval ayant lieu entre Noël et le 7 janvier, qui correspond au décalage entre calendriers lunaire et solaire ; le carnaval d'Ebensee, en Autriche, profite de cette période pour exposer les masques et ainsi faire communiquer monde des vivants et des morts.

### Symbole identitaire local
Le renouveau des carnavals au cours du XXe siècle s'accompagne d'une mission politique de définition de ce que sont la tradition et l'authenticité ; ainsi, les carnavals sont organisés dans le cadre d'actions institutionnelles et conçus de manière méticuleuse par des acteurs politiques.
Dans un contexte de pertes de repères identitaires, le carnaval est aussi invoqué comme technique de création de lien social, et figure ainsi au programme de comités des quartiers ou d'associations de parents d'élèves.

## Représentations du carnaval
Le carnaval est un véritable topos littéraire, associé à la folie, l'inversion et la dérision et utilisé aussi bien par les romantiques que les révolutionnaires. Ainsi, on le retrouve dans La Nef des fous de Sébastien Brant, Éloge de la folie d'Érasme, les Œuvres de Rabelais ou Voyages en Suisse et en Italie de Goethe.

### Films
Le carnaval s'est également invité dans le monde cinématographique, en voici quelques exemples (non exhaustifs) :
Carnaval de Henri Verneuil est un film sorti en 1953, relatant l'histoire d'un couple dont les tourments se dénoueront lors du carnaval. Orfeu Negro (film franco-brésilien, 1959) de Marcel Camus, raconte également une histoire d'amour inspirée de la mythologie et ayant lieu en plein carnaval de Rio. Carnaval de Ronny Coutteure, datant de 1989, montre comment des enseignants emménagent dans une région qui va s'avérer moins tranquille qu'il ne le croyait. Enfin, Karnaval de Thomas Vincent, est un film de 1999 durant lequel une rencontre amoureuse est favorisée par le carnaval et bouleversera les sentiments du protagoniste.

### Conférences en ligne
- La musique carnavalesque en Guyane, Christian Médus, 2014.
- Traditions festives dans le monde Hispanique : Le Carnaval El entierro de la Sardina, Raphaël Confiant, Paula Bertin-Elisabeth Fernandez, 2016